# Consejo de Ministros de la República Socialista Soviética de Kirguistán
El Consejo de Ministros de la República Socialista Soviética de Kirguistán (en kirguís: Кыргыз ССР Министрлер Совети, en ruso: Совет Министров Киргизской ССР) era el máximo órgano ejecutivo y administrativo de la República Socialista Soviética de Kirguistán, que existió desde 1936 hasta 1991.
El Consejo de Ministros era responsable ante el Sóviet Supremo de la RSS de Kirguistán, y en el periodo entre sesiones legislativas, ante su Presídium. La composición del Consejo de Ministros de la República Socialista Soviética de Kirguistán incluía al presidente, el primer vicepresidente, el vicepresidente, los ministros y los presidentes de los comités estatales. El Presídium del Consejo de Ministros actuó como órgano permanente. Los ministerios y comités estatales que funcionaban en el marco del Consejo de Ministros de la RSS de Kirguistán estaban simultáneamente subordinados tanto al Consejo de Ministros de la república como a los correspondientes ministerios federales. La competencia del Consejo de Ministros incluía la gestión de las actividades de los comités ejecutivos de los consejos locales de diputados del pueblo.

## Estructura

### Ministerios
- Asuntos Internos
- Metalurgia
- Salud
- Cultura
- Industria Ligera
- Industria Cárnica y Láctea
- Educación
- Ilustración
- Industria Alimentaria
- Materiales de Construcción
- Comunicaciones
- Construcción Rural
- Agricultura
- Construcción
- Comercio
- Finanzas
- Justicia

- Transporte Motorizado y Carreteras
- Servicios al Consumidor
- Utilidades
- Industria Local

### Comités Estatales
- Planificación
- Construcción
- Trabajo
- Precios
- Silvicultura
- Educación Focacional
- Radio y Televisión
- Finematografía
- Edición, Impresión y Comercio de Libros
- Seguridad del Estado
- Logística
- Producción y apoyo técnico a la agricultura
- Geología

## Lista de Presidentes
Los presidentes del Consejo de Ministros fueron los siguientes.
| N.º | Presidente | Presidente          | Partido político | Partido político  | Tenencia                                         |
| --- | ---------- | ------------------- | ---------------- | ----------------- | ------------------------------------------------ |
| 1   |            | Isjak Razzakov      |                  | Partido Comunista | 15 de marzo de 1946 - 10 de julio de 1950        |
| 2   |            | Abdi Suyerkulov     |                  | Partido Comunista | 10 de julio de 1950 - 6 de marzo de 1958         |
| 3   |            | Kazi Dikambayev     |                  | Partido Comunista | 6 de marzo de 1958 - 10 de mayo de 1961          |
| 4   |            | Bolot Mambetov      |                  | Partido Comunista | 10 de mayo de 1961 - 23 de enero de 1968         |
| 5   |            | Ajmatbek Suyumbayev |                  | Partido Comunista | 23 de enero de 1968 - 22 de diciembre de 1978    |
| 6   |            | Sultan Ibraimov     |                  | Partido Comunista | 22 de diciembre de 1978 - 4 de diciembre de 1980 |
| 7   |            | Piotr Jodos         |                  | Partido Comunista | 4 de diciembre de 1980 - 14 de enero de 1981     |
| 8   |            | Arstanbek Duisheyev |                  | Partido Comunista | 14 de enero de 1981 - enero de 1986              |
| 9   |            | Apas Dzhumagulov    |                  | Partido Comunista | enero de 1986 - 21 de enero de 1991              |